# Aseraggodes bahamondei
Aseraggodes bahamondei és un peix teleosti de la família dels soleids i de l'ordre dels pleuronectiformes que es troba a les costes del Pacífic sud.